# Café com Leite (curta-metragem)
Café Com Leite é um filme brasileiro de curta metragem dirigido por Daniel Ribeiro

## Sinopse
Danilo estava prestes a sair de casa para ir morar com seu namorado, Marcos, quando seus pais morrem num acidente. Seus planos para o futuro mudam quando ele se torna responsável pelo irmão caçula, Lucas. Novos laços são criados entre estes três jovens garotos. Enquanto os irmãos Danilo e Lucas precisam descobrir tudo que não sabiam um sobre o outro, Marcos tenta encontrar seu lugar naquela nova relação familiar. Entre vídeo-games e copos de leite, dor e decepção, eles precisam aprender a viver juntos.

## Elenco
| Ator           | Personagem |
| -------------- | ---------- |
| Daniel Tavares | Danilo     |
| Diego Torraca  | Marcos     |
| Eduardo Melo   | Lucas      |

## Festivais e prêmios
| Ano  | Prêmio / Festival                                                      | País           | Categoria                                                                                          | Recipiente                   | Resultado |
| ---- | ---------------------------------------------------------------------- | -------------- | -------------------------------------------------------------------------------------------------- | ---------------------------- | --------- |
| 2007 | 40º Festival de Brasília do Cinema Brasileiro                          | Brasil         | Prêmio Aquisição Canal Brasil                                                                      | Daniel Ribeiro Diana Almeida | Venceu    |
| 2008 | 5º Festival de Cinema de Campo Grande                                  | Brasil         | |                              |           |
| 2008 | 11ª Mostra de Cinema de Tiradentes                                     | Brasil         | |                              |           |
| 2008 | Cine PE 2008 – Festival do Audiovisual                                 | Brasil         | |                              |           |
| 2008 | 15º Festival de Cinema e Vídeo de Cuiabá                               | Brasil         | Troféu Coxiponés - Melhor Direção                                                                  | Daniel Ribeiro               | Venceu    |
| 2008 | CINEME-SE 2008 – Festival da Experiência do Cinema                     | Brasil         | |                              |           |
| 2008 | 12º FAM - Florianópolis Audiovisual Mercosul                           | Brasil         | Troféu VIVO Audiovisual - Melhor Curta Metragem                                                    | Daniel Ribeiro Diana Almeida | Venceu    |
| 2008 | 31º Festival Guarnicê de Cinema                                        | Brasil         | |                              |           |
| 2008 | 1º Festival Paulínia de Cinema                                         | Brasil         | Troféu Menina de Ouro - Melhor Direção                                                             | Daniel Ribeiro               | Venceu    |
| 2008 | 1º Festival Paulínia de Cinema                                         | Brasil         | Troféu Menina de Ouro - Melhor Ator                                                                | Eduardo Melo                 | Venceu    |
| 2008 | 19° Festival Internacional de Curtas-Metragens de São Paulo            | Brasil         | TOP 10 - Escolha do Público                                                                        | Daniel Ribeiro Diana Almeida | Venceu    |
| 2008 | 19° Festival Internacional de Curtas-Metragens de São Paulo            | Brasil         | Prêmio: Moviemobz                                                                                  | Daniel Ribeiro Diana Almeida | Venceu    |
| 2008 | Comunicurtas 2008 - Festival de Cinema de Campina Grande               | Brasil         | Melhor Curta-Metragem                                                                              | Daniel Ribeiro Diana Almeida | Venceu    |
| 2008 | Comunicurtas 2008 - Festival de Cinema de Campina Grande               | Brasil         | Melhor Curta-Metragem Ficção                                                                       | Daniel Ribeiro Diana Almeida | Venceu    |
| 2008 | Comunicurtas 2008 - Festival de Cinema de Campina Grande               | Brasil         | Melhor Direção                                                                                     | Daniel Ribeiro               | Venceu    |
| 2008 | Comunicurtas 2008 - Festival de Cinema de Campina Grande               | Brasil         | Melhor Roteiro                                                                                     | Daniel Ribeiro               | Venceu    |
| 2008 | Comunicurtas 2008 - Festival de Cinema de Campina Grande               | Brasil         | Melhor Ator                                                                                        | Daniel Tavares               | Venceu    |
| 2008 | II For Rainbow                                                         | Brasil         | Prêmio Revelação                                                                                   | Eduardo Melo                 | Venceu    |
| 2008 | 6º Curta Santos                                                        | Brasil         | Melhor Direção                                                                                     | Daniel Ribeiro               | Venceu    |
| 2008 | Festival do Rio 2008                                                   | Brasil         | Prêmio Porta Curtas                                                                                | Daniel Ribeiro Diana Almeida | Venceu    |
| 2008 | III Mostra Cinema e Direitos Humanos na América do Sul                 | Brasil         | |                              |           |
| 2008 | 8ª Goiânia Mostra Curtas                                               | Brasil         | |                              |           |
| 2008 | V Mostra Curta Pará Cine Brasil                                        | Brasil         | |                              |           |
| 2008 | Festival Internacional de Cinema de Itu                                | Brasil         | Melhor Roteiro                                                                                     | Daniel Ribeiro               | Venceu    |
| 2008 | Curta Cinema 2008 - Festival Internacional de Curtas do Rio de Janeiro | Brasil         | |                              |           |
| 2008 | Festival Mix Brasil de Cinema e Vídeo da Diversidade Sexual            | Brasil         | |                              |           |
| 2008 | 15º Vitória Cine Vídeo                                                 | Brasil         | |                              |           |
| 2008 | ENTRE TODOS - 2º Festival de Curtas Metragens de Direitos Humanos      | Brasil         | Melhor Roteiro                                                                                     | Daniel Ribeiro               | Venceu    |
| 2008 | 5º Festival de Belém do Cinema Brasileiro                              | Brasil         | |                              |           |
| 2008 | Mostra do Filme Livre                                                  | Brasil         | |                              |           |
| 2009 | Grande Prêmio Cinema Brasil                                            | Brasil         | Melhor Curta Metragem de Ficção                                                                    | Daniel Ribeiro Diana Almeida | Venceu    |
| 2008 | 58th Berlin International Film Festival                                | Alemanha       | Urso de Cristal de Melhor Curta-Metragem (Generation 14plus)                                       | Daniel Ribeiro Diana Almeida | Venceu    |
| 2008 | 48º Festival Internacional de Cine y TV de Cartagena                   | Colômbia       | Menção Especial                                                                                    | Daniel Ribeiro Diana Almeida | Venceu    |
| 2008 | 23rd Torino GLBT Film Festival                                         | Itália         | Melhor Curta-Metragem - Público                                                                    | Daniel Ribeiro Diana Almeida | Venceu    |
| 2008 | 12th Brazilian Film Festival of Miami                                  | Estados Unidos | Melhor Curta-Metragem                                                                              | Daniel Ribeiro Diana Almeida | Venceu    |
| 2008 | 38th Molodist - Kyiv International Film Festival                       | Ucrânia        | Menção Especial na Competição Sunny Bunny                                                          | Daniel Ribeiro Diana Almeida | Venceu    |
| 2008 | LesGaiCineMad                                                          | Espanha        | Melhor Curta-Metragem - Votação Público                                                            | Daniel Ribeiro Diana Almeida | Venceu    |
| 2008 | VII Festival Internacional del Cine Pobre de Humberto Solás            | Cuba           | Prêmio Especial do Juri do Colégio de América de Melhor Curta Metragem Hispano-Americano de Ficção | Daniel Ribeiro Diana Almeida | Venceu    |
| 2008 | VII Festival Internacional del Cine Pobre de Humberto Solás            | Cuba           | Prêmio da Imprensa Estrangeira de Melhor Curta Metragem                                            | Daniel Ribeiro Diana Almeida | Venceu    |
| 2008 | Festival de Cine Latinoamericano de Flandes                            | Bélgica        | Menção Especial                                                                                    | Daniel Ribeiro Diana Almeida | Venceu    |

### Internacionais
- 58th Berlin International Film Festival – Alemanha
  - Prêmio: Urso de Cristal de Melhor Curta-Metragem (Generation 14plus)[23]
- 48º Festival Internacional de Cine y TV de Cartagena – Colômbia
  - Menção Especial
- 22º Festival Internacional de Cinema de Guadalajara – México
- 26º Festival Cinematográfico Internacional del Uruguay
- 20º Rencontres Cinémas d'Amérique Latine de Toulouse - França
- 15º Festival Internacional de Jóvenes Realizadores de Granada - Espanha
- 21ª Semana de Cine de Medina del Campo - Espanha
- 23rd Torino GLBT Film Festival – Itália
  - Prêmio: Melhor Curta-Metragem - Público[25]
- 24th Schwulen Filmwoche - Alemanha
- 11th Pink Apple – Suíça
- Inside Out Film Festival – Canadá
- 12th Brazilian Film Festival of Miami – EUA
  - Prêmio: Melhor Curta-Metragem
- NewFest 2008: NY LGBT Film Festival – EUA
- Frameline32: The San Francisco Int’l LGBT Film Festival – EUA
- International Film Festival TOFIFEST - Polônia
- Philadelphia Int'l Gay and Lesbian Film Festival - EUA
- 4th InDPanda International Short Film Festival - Hong Kong
- 7th Q! Film Festival - Indonésia
- ANONIMUL Int’l Film Festival - Romênia
- 2008 Palm Springs Int'l Festival of Short Films - EUA
- ShortShorts Mexico
- 17ème Festival De Biarritz Cinémas Et Cultures De L'amerique Latine - França
- Cardiff’s International - Iris Prize Festival 2008 - Reino Unido
- Festival de Cinema de Quito - Cero Latitud - Equador
- 53rd Corona Cork Film Festival - Irlanda
- 27th Uppsala International Short Film Festival - Suécia
- 38th Molodist - Kyiv International Film Festival - Ucrânia
  - Menção Especial na Competição Sunny Bunny[27]
- LesGaiCineMad - Espanha
  - Prêmio: Melhor Curta-Metragem - Votação Público
- 9th Czech GLFF MEZIPATRA 2008
- DIVERSA Film Festival - Argentina
- 34º Festival de Cine Iberoamericano de Huelva
- 30º Festival Internacional del Nuevo Cine Latinoamericano - Havana
- Roze Filmdagen - Amsterdam Gay & Lesbian Film Festival
- 6th Zinegoak, Bilbao International Gay & Lesbian Film Festival
- 2009 Melbourne Queer Film Festival
- 10th Brisbane Queer Film Festival
- VII Festival Internacional del Cine Pobre de Humberto Solás
  - Prêmio Especial do Juri do Colégio de América de Melhor Curta Metragem Hispano-Americano de Ficção
  - Prêmio da Imprensa Estrangeira de Melhor Curta Metragem[29]
- KOTA 2023 - Festival of Short Minimalist Films
- Identities - Vienna's Queer Film Festival
- FEST - Festival Internacional de Cinema Jovem
- I Cine Fest Brasil - London
- Queer Lisboa 13
- VIART 2009 - XIII Festival de Curtas Universitários de Caracas
- Festival de Cine Latinoamericano de Flandes
  - Menção Especial[30]